# Gianfranco Bersani
Gianfranco Bersani (Bologna, 2 gennaio 1919 – Bologna, 19 dicembre 1965) è stato un cestista italiano.
Era il marito di Florisa Ruggeri.

## Carriera
Con l'Italia ha disputato i Giochi olimpici di Londra 1948 e i Campionati europei del 1951.

## Palmarès
- Campionato italiano: 4

Virtus Bologna: 1945-46, 1946-47, 1947-48, 1948-49